# Koninkrijk Kaffa
Het koninkrijk Kaffa was een koninkrijk van circa 1390 tot 1897 en lag in het zuidwesten van het huidige Ethiopië. De grenzen waren de Gojebrivier in het oosten, de Omorivier in het zuiden, de bevolking van het voormalige koninkrijk Gera in het noorden en de regio's Maji, Gimira en de Masongo-bevolking in het westen. Kaffa was een van de belangrijkste historische staten in de Hoorn van Afrika. Dankzij zijn territoriale inmenging kon het koninkrijk alle staten en stamhoofden van het gebied domineren tot het in 1897 werd veroverd.
Een van de eerste Europeanen die zich extensief bezig hield met de geschiedenis van het koninkrijk was de Oostenrijkse antropoloog Friedrich Bieber.

## Geschiedenis

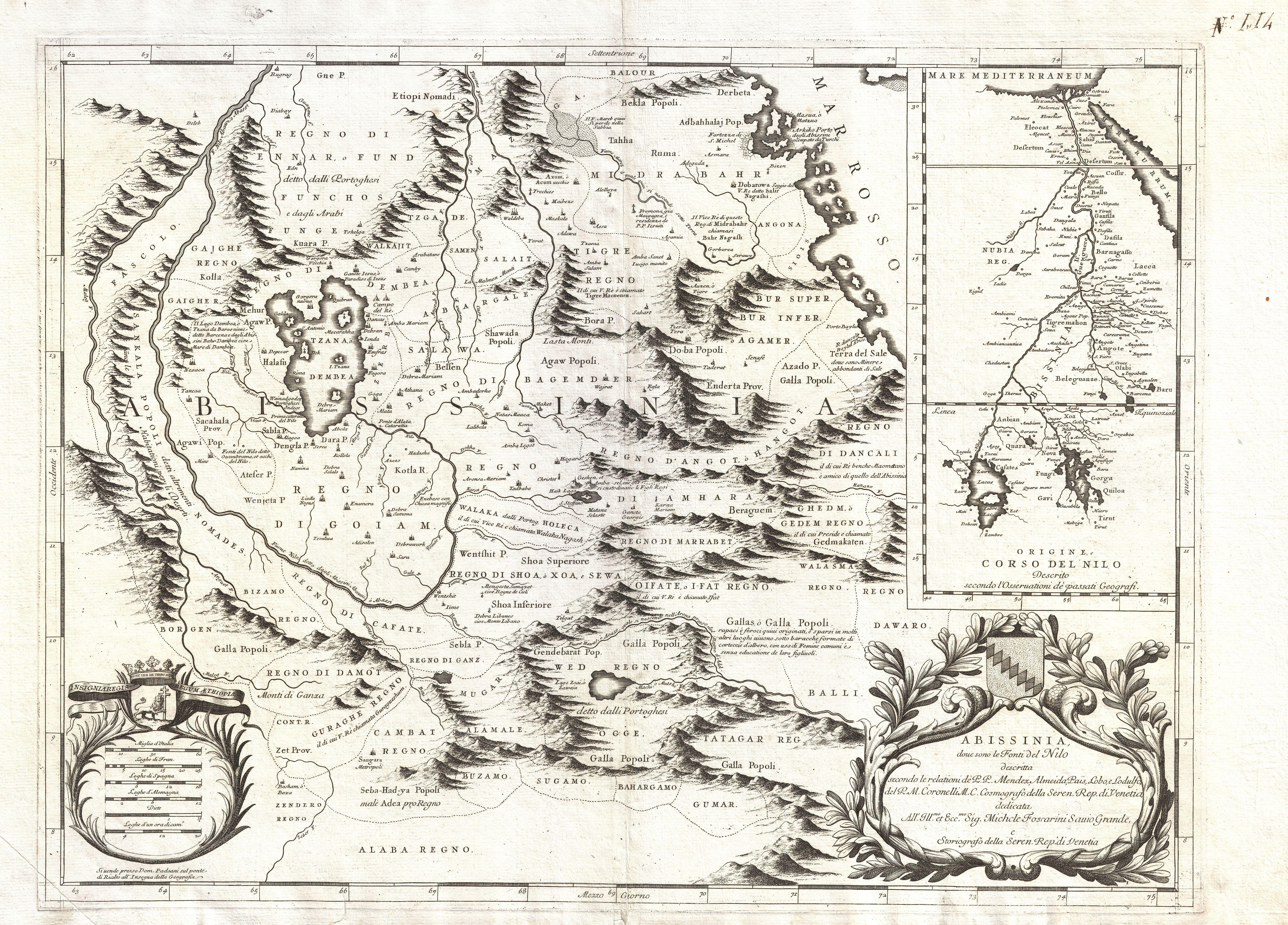
Kaart uit 1690 van Ethiopië waar het koninkrijk als "Regno di Cafate“ staat aangegeven

De vroege periode van het koninkrijk is gehuld in mysterie. Volgens de meest voorkomende legende hebben de Minjo's de troon inbezitgenomen van de Mato clan, waarmee de stichting van het koninkrijk een feit werd. Dit gebeurde naar alle waarschijnlijkheid in de veertiende eeuw.
Onder leiding van de laatste koningen ontstond er grote onvrede onder de regionale heersers, die wensten te handelen met buitenstaanders van het koninkrijk. Daarnaast dreigde het koninkrijk onder de voet te worden gelopen door de legers van keizer Menelik II. Op 3 oktober 1897 werd de laatste koning van Kafa, Tchinito, verslagen door de bevelhebber van Menelik II, waardoor het koninkrijk ten einde kwam.

## Verder lezen
- Bieber, Friedrich Julius: Kaffa, ein altkuschitisches volkstum in Inner-Afrika. Nachrichten über Land und Volk, Brauch und Sitte der Kaffitscho oder Gonga und das Kaiserreich Kaffa, Wenen 1923